# Gilles de Geus
Gilles de Geus is een Nederlandse stripreeks gemaakt door Hanco Kolk en Peter de Wit. De strip speelt zich af tijdens de Tachtigjarige Oorlog in Nederland, maar is desondanks een humoristische strip die ook anachronismen niet schuwt. In Nederland is de reeks weleens vergeleken met Asterix, eveneens een historische humoristische strip met veel knipoogjes naar de hedendaagse tijd en dubbele bodems. 

## Geschiedenis
In 1982 kwam Hanco Kolk bij het stripblad Eppo werken en ontwikkelde de strip Gilles de Geus bij het blad.
De strip begon als een reeks korte verhalen, waarin Gilles een struikrover is die zich ophoudt in een oude molen in de buurt van de stad Dubbeldam, ten tijde van de Tachtigjarige Oorlog. Van hieruit berooft hij argeloze voorbijgangers en krijgt het regelmatig aan de stok met drie niet al te snuggere Spaanse militairen. Alle verhalen die in het blad voorkwamen werden opnieuw uitgebracht in de albums De Spaanse Furie en De Struikrover. Aanvankelijk speelden de verhalen zich precies 400 jaar voor de publicatiedatum af (1583-1585). 
Nadat Peter de Wit het schrijverswerk overnam, sloeg de strip een andere weg in, beginnend met het album Storm over Dubbeldam. De verhalen werden langer en Gilles verliet zijn gebruikelijke omgeving om zich aan te sluiten bij een groep Geuzen die zich onder leiding van Willem van Oranje verzetten tegen de Spaanse bezetters en hun wrede aanvoerder, de hertog van Alva. In de verhalen komt Gilles nogal al eens klungelig over, maar omdat de andere personages in de strips ook niet hoogdravend zijn, is hij ze vaak te slim af. Ook de tijd waarin de strip speelt veranderde hiermee. Gilles raakt in deze nieuwe verhalen regelmatig betrokken bij historische gebeurtenissen van vóór 1583. 
Hoewel de verhalen zich afspelen rond 1575 (Lumey stierf in 1578, Alva in 1582, Willem van Oranje in 1584) bevat de serie veel verwijzingen naar gebeurtenissen van latere datum. Zo heeft de stad Smeerenburg uit het derde deel werkelijk bestaan, maar werd pas opgericht in 1614. Het schip de Batavia uit het gelijknamige album werd gebouwd in 1627-1628.
De verhaallijnen en personages uit de serie (zoals Admiraal Lumeij en Gilles zelf) ontwikkelen zich gedurende de loop van de serie qua volwassenheid en realisme. De grimmige verhaallijn van het album De Batavia is hiervan het beste voorbeeld. Humor en vrolijk absurdisme blijven echter altijd de boventoon voeren.
In 2014 probeerden de makers via crowdfunding een bedrag bij elkaar te krijgen om een nieuw album, De universiteit, te bekostigen. Het beoogde bedrag werd echter niet gehaald.

## Personages
- Gilles de Geus: Een struikrover, die naar eigen zeggen niet onverdienstelijk is op zijn vakgebied. Toch blijkt er maar weinig erkenning te zijn bij de plaatselijke bevolking, dit wordt onder meer afgeleid uit de gezochtposters, waarop de prijs op zijn hoofd steeds meer daalt. Hierdoor probeert hij weer een stunt uit te halen waardoor de prijs moet stijgen, meestal mislukt dit. Door een komisch voorval wordt hij ingelijfd bij het Geuzenleger en zal het voortaan de Spaanse legers van Alva het moeilijk maken en missies uitvoeren voor Willem de Zwijger.
- Admiraal Lumeij: Een klein mannetje, met soms driftige buien. Hij is de rots in de branding en rechterhand van Willem de Zwijger. Vaak bij belangrijke ontwikkelingen zet hij Gilles in, om vervolgens zelf met de eer ervandoor te gaan. Durft zelf ook beslissingen te nemen, die vaak vreemd of slecht uitpakken en werkt zich daarmee in de nesten.
- Leo: is een fors gebouwde man met rode baard en blauwe zeemanspet en fungeert als rechterhand van Admiraal Lumeij en goede vriend van Gilles. Is een van de slimmere personages in de stripreeks en vooral een handige jongen. Leo is verder geen prater en heeft vroeger een teddybeer gehad.
- Willem de Zwijger: Bewindvoerder van de Nederlanden tijdens de 80-jarige oorlog, met continu geldproblemen om zijn huurleger te bekostigen. Stuurt regelmatig Gilles de Geus eropuit om geheime missies uit te voeren. In de stripreeks is Willem op zoek naar een lijflied dat door zijn minstreel gecomponeerd moet worden.
- De Bekketrekker: Een sadistische bendeleider die voor een paar scheldwoorden zijn hand niet omdraait. Steeds als er geld of andere rijkdommen in het spel zijn lopen hij en Gilles elkaar tegen het lijf en doen ze niet voor elkaar onder (albums: Smeerenburg en De Batavia).
- Hertog van Alva: Spaanse leider in de Nederlanden, doet alles om de opmars van de Geuzen te dwarsbomen. Alva is verder met zijn uiterlijk en rijkdommen bezig.
- Cornelis Drebbel: Een beroepsuitvinder, die in de loop van de reeks onder andere een duikboot, een tijdmachine en een scheetkussen uitvindt.
- Heer Jan van Breda: Is een vrolijke rokkenjager en charmeur van adel en familie van Willem van Oranje. Er wordt door Gilles enkele keren een beroep op hem gedaan (albums: De Revue en 90-60-90). Historisch gezien was Breda van Willem de Zwijger, maar het personage zou op Jan III van Polanen gebaseerd kunnen zijn.
- 90-60-90: is een vrouwelijke spion die infiltreert in zowel de Spaanse kampen als de Hollandse. Iedere man windt ze met haar charmes om haar vinger, behalve Gilles de Geus die met moeite weerstand weet te bieden. Uiteindelijk komt uit dat ze de Spaanse zijde verkiest, ze komt voor in de albums Spionage en 90-60-90.

## Verhalen

### Integralen
Vanaf 2020 wordt de reeks gebundeld in een reeks van integrale albums.
1. De eerste integrale (2020)
2. De tweede integrale (2020)
3. De derde integrale (2021)